# 三浦女学校
三浦女学校（みうらじょがこう）は、スコットランド一致長老教会が東京府麹町（麹町区）に開校したミッションスクールである。
1873年（明治6年）にアメリカ合衆国長老教会より派遣されたアンナ・ギャンブル宣教師がスコットランド一致長老教会に転籍し、1875年（明治8年）東京府麹町6番地に女学校を設立した。宣教師達からは設立したギャンブルにちなみ「ギャンブル学校」（Gamble School）、日本人からは日本語教師で校主・三浦徹にちなみ「三浦女学校」と呼ばれた。1879年(明治12年)にわずか4年で廃止された。